# Grundlovsværneforeningen
Grundlovsværneforeningen var en dansk politisk bevægelse, der blev stiftet 2. april 1877 i Middelfart i protest mod den første provisoriske finanslov. Foreningen var en protest imod den gennemsete Grundlov af 1866 og kan ses som en videreførelse af Jysk Folkeforening, hvis ledende kraft var Lars Bjørnbak. Det blev besluttet, at hver by, sogn og valgkreds skulle have sin forening, og i spidsen skulle der stå en en fællesbestyrelse. Formand blev Peter Bojsen.
Formålet med foreningen var at organisere venstrevælgerne til støtte for Venstres politik. Rigsdagsgruppen ønskede kontrol med foreningen, men på den konstituerende generalforsamling i 1877 valgtes ingen folketingsmænd til bestyrelsen. Det lykkedes dog Christen Bergs tilhængere i Det radikale Venstre (tidligere Folketingets Venstre) at erobre foreningen, og den 23. april 1878 udtalte et flertal på 6 inden for Grundlovsværneforeningens bestyrelse – grosserer Anker Heegaard, København, prokurator Clausen, Nykøbing Sjælland, købmand Groos, Kolding, prokurator Weng, Skanderborg, gårdejer Morten Nielsen, Vesterdal og højskoleforstander Jens Lund, Vejstrup – en fordømmelse af medlemmerne af Det forhandlende Venstres holdning til Estrup-regeringen. Mindretallet – højskoleforstander Peter Bojsen, Gedved, gårdejer Hans Frandsen, Gudum, gårdejer S.A. Ovesen, Solbjerg, gårdejer M. Jensen, Krogstrup, og gårdejer Jens Clemen Nielsen, Tømmerup – billigede heller ikke Det forhandlende Venstres stilling, men ville ikke beskylde dem for at have svigtet Venstres sag. Denne konflikt kulminerede på foreningens generalforsamling i Aarhus 18. september 1878, hvor højskolemanden Jens Lund afløste Peter Bojsen som formand. Samtidig blev mindretallet i bestyrelsen tvunget til at afgå.
På grund af splittelsen i Venstre mistede foreningen hurtigt landspolitisk indflydelse, men mange afdelinger levede organisatorisk videre som lokale vælgerforeninger.